# Ephorus
Als Ephorus (Betonung auf der ersten Silbe; Plural Ephoren, Betonung auf der zweiten Silbe; aus dem antiken Sparta, wo fünf Ephoren das höchste Staatsamt innehatten) bezeichnete man in der frühen Neuzeit den Leiter einer höheren pädagogischen Einrichtung. Ab dem 18. Jahrhundert ist ein Ephorus meist der Leiter eines von Stipendien getragenen evangelischen Seminars oder Stifts. Das Amt des Ephorus heißt Ephorat.

## Bedeutung

### Hochschulen und Schulen
Der Begriff bezeichnete auch den für das Stipendienwesen an einer Universität zuständigen Ordinarius (z. B. an der Hessischen Ludwigs-Universität Gießen bis 1935), dem heute eher die Stellung eines Vertrauensdozenten entspricht.
Im frühen 19. Jahrhundert wurde der Titel „Abt“ für die Leiter der protestantischen Klosterschulen in Württemberg u. a. in den Klöstern Maulbronn und Blaubeuren (seitdem: Evangelische Seminare Maulbronn und Blaubeuren) durch „Ephorus“ ersetzt. Auch der Leiter des Evangelischen Stifts Tübingen (in der Regel ein Theologieprofessor, zurzeit Volker Drecoll) und des Theologischen Stifts der Universität Göttingen (ebenfalls ein Theologieprofessor, zurzeit der Kirchenhistoriker Peter Gemeinhardt) wird so bezeichnet. Des Weiteren verkörpert der Kirchenhistoriker Reinhold Friedrich in Erlangen diese Funktion für das Werner-Elert-Heim. Der verantwortliche Leiter des Wohnheims an der Kirchlichen Hochschule Wuppertal, der Vorstand des Collegium Philippinum der Hessischen Stipendiatenanstalt in Marburg und der für das Adolf-Clarenbach-Haus in Bonn zuständige Professor der Evangelisch-Theologischen Fakultät Bonn tragen ebenfalls diesen Titel.

### Kirchen
International ist der Begriff über die Mission z. B. nach Indonesien gedrungen. In der Christlich-Protestantischen Toba-Batakkirche bezeichnet „Ephorus“ einen leitenden Bischof.